# Сато Аяно
Сато Аяно (яп. 佐藤 綾乃) — японська ковзанярка, олімпійська чемпіонка. 
Золоту олімпійську медаль Сато виборола в складі збірної Японії на Пхьончханській олімпіаді 2017 року в командній гонці переслідування. 

## Виноски
1. ↑  SpeedSkatingStats
2. 1 2  Olympedia — 2006.
3. ↑  Fielding, Gus (22 лютого 2018), Miho Takagi overjoyed after claiming coveted gold medal in team pursuit, The Japan Times, архів оригіналу за 26 квітня 2019, процитовано 2 березня 2018 [Архівовано 2019-04-26 у Wayback Machine.]